# Brian Bowen
Brian Bowen II (Saginaw, Míchigan, 2 de octubre de 1998) es un baloncestista estadounidense que pertenece a la plantilla de los Stockton Kings de la G League. Con 1,98 metros de estatura, juega en la posición de alero.

## Trayectoria deportiva

### High School
Bowen asistió al Arthur Hill High School en Saginaw, Míchigan, antes de ser transferido a La Lumiere School en La Porte, Indiana, en 2015. En su temporada sénior promedió 22 puntos por partido, llevando a su equipo a ganar el campeonato estatal.
Disputó el prestigioso McDonald's All-American Game, en el que se quedó en tres puntos y un rebote, mientras que en el Jordan Brand Classic logró 26 puntos, 2 rebotes, 1 asistencias y 2 tapones, con 6 de 7 en lanzamientos de 3 puntos, siendo elegido mejor jugador del partido.

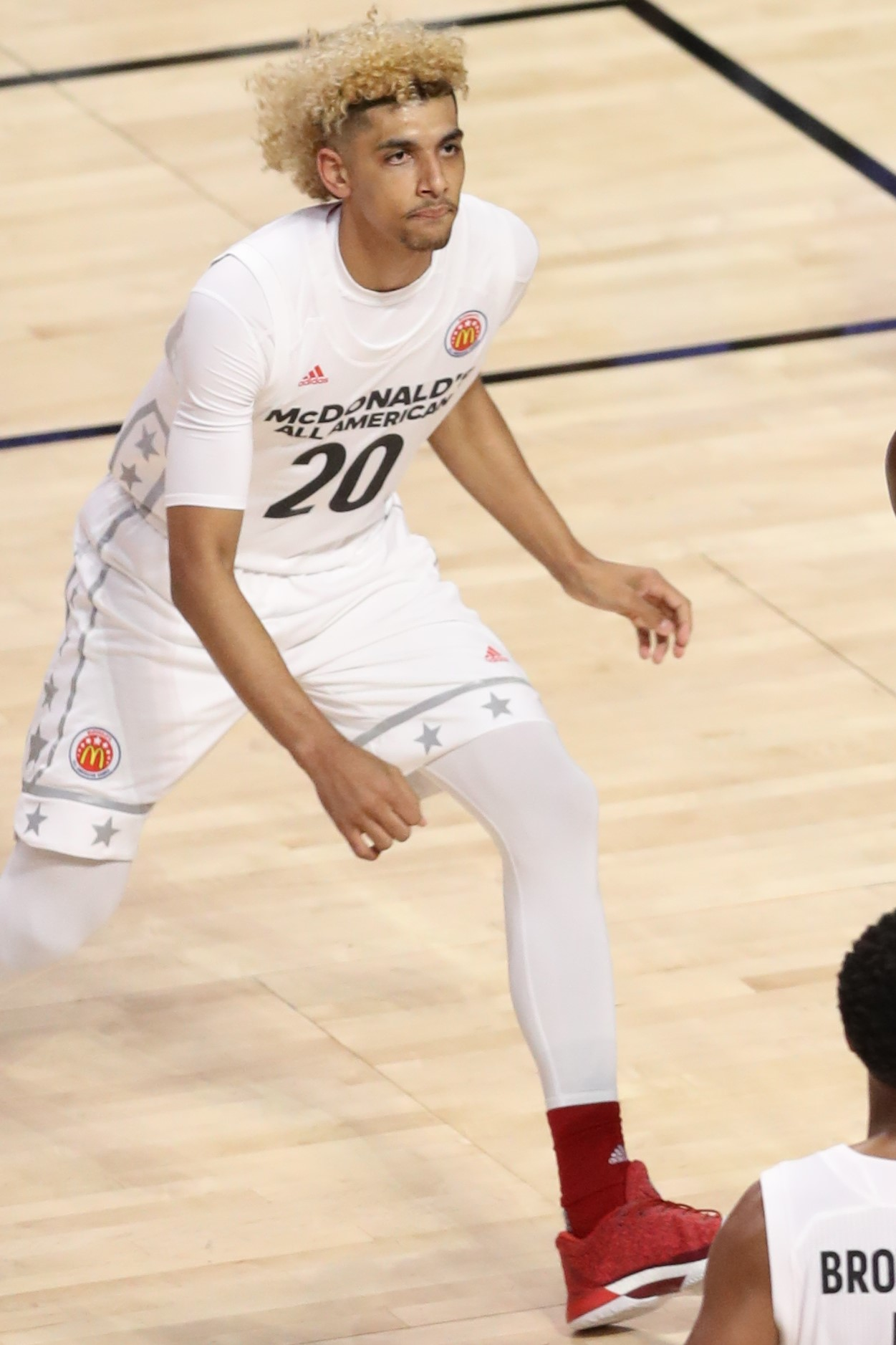
Bowen en el McDonald's All-American Game de 2017.

### Universidad
En junio de 2017 anunció que continuaría su carrera en Louisville, pero una investigación del FBI destapó un escándalo de corrupción en la universidad, con pagos a las familias de los jugadores cuando es algo completamente ilegal. A pesar de ello, al final del verano se incorporó a la universidad y comenzó sus entrenamientos, pero en septiembre tanto el entrenador Rick Pitino como el director atlético fueron despedidos. Bowen con tinuó en Louisville con su beca, pero a pesar de que en noviembre el FBI lo dejó de investigar, la universidad anunció que no jugaría esa temporada. Viendo que podía quedarse un año más entero sin jugar, anunció que se presentaría al Draft de la NBA de 2018, aunque posteriormente renunció, lo que le permitiría poder iniciar una carrera profesional bien en la G League o en el extranjero.

### Profesional
El 7 de agosto de 2018 firmó su primer contrato profesional con los Sydney Kings de la NBL australiana. En su primera temporada, saliendo desde el banquillo, promedió 6,3 puntos y 3,2 rebotes por partido.
Bowen no fue elegido en el Draft de 2019, pero el 1 de julio de 2019, consigue un contrato de dos vías con Indiana Pacers que le permite jugar también con el equipo filial de la G League, los Fort Wayne Mad Ants. Esa temporada promedió 16,1 puntos y 7,7 rebotes por partido. Para la temporada siguiente renueva este contrato dual. El 23 de abril de 2021 fue despedido por los Pacers.
El 20 de septiembre de 2021, Bowen firmó con los Minnesota Timberwolves. Sin embargo, fue cortado antes del inicio de la temporada. El 26 de octubre, firmó con los Iowa Wolves como jugador afiliado.

## Estadísticas de su carrera en la NBA

### Temporada regular
| Año     | Equipo  | PJ | PT | MPP | %TC  | %3P  | %TL   | RPP | APP | ROB | TPP | PPP |
| ------- | ------- | -- | -- | --- | ---- | ---- | ----- | --- | --- | --- | --- | --- |
| 2019-20 | Indiana | 6  | 1  | 5.2 | .300 | .000 | -     | 1.2 | .0  | .0  | .2  | 1.0 |
| 2020-21 | Indiana | 6  | 0  | 2.5 | .250 | .000 | 1.000 | .5  | .0  | .0  | .0  | .5  |
| Total   | Total   | 12 | 1  | 3.8 | .286 | .000 | 1.000 | .8  | .0  | .0  | .1  | .8  |